# Expédit Ologou
 (décembre 2022).
Expédit Ologou est un intellectuel et politologue béninois, ancien journaliste, présentateur, éditorialiste et analyste politique à l'Office de radiodiffusion et télévision du Bénin. C'est à partir de 2008 que l'on met véritablement un visage sur sa personne à travers son émission «Bonjour Citoyen» sur ORTB Télévision nationale,,,,.

## Biographie et éducation
Expédit Ologou est originaire de Dassa-Zoumè, une ville du Centre-Sud du Bénin dans le département des Collines. Il est titulaire d'un doctorat en Sciences politiques de l'Université d'Abomey-Calavi au Bénin, d'un Master en sécurité internationale et défense de l'Université Jean-Moulin Lyon 3 en France, d'un Master en Diplomatie et relations internationales de l'École nationale d'Administration et de Magistrature, d'un Master en Droit pénal et Sciences criminelles de l'université de Parakou,,.

## Carrière
Avant de démissionner de son poste de directeur général des médias au ministère béninois de l’économie numérique et de la communication,, Expédit Ologou a été journaliste, présentateur, éditorialiste et analyste politique  sur l'émission «bonjour citoyen» de l'ORTB Télévision nationale, une chaîne sur laquelle il est resté pendant  plus d'une décennie. Il est aujourd’hui chargé de programmes gouvernance politique à la Friedrich Ebert Stiftung à Cotonou. Hormis cela, Expédit Ologou est président du Civic Academy for Africa's Future (CiAAF), un Think Tank qui se veut être un espace intellectuel qui contribue au renouvellement de la pensée sur l’Afrique. Il intervient très souvent  sur les chaînes radios et télévisions nationales et internationales pour donner son avis sur la politique locale et internationale,,,,. A l'issue du 45ème CCI du Conseil Africain et Malgache pour l'Enseignement Supérieur (CAMES) du 28 juillet 2023, il est inscrit au grade de Maître-Assistant en sciences politiques avec la cote A.